# Adjutant

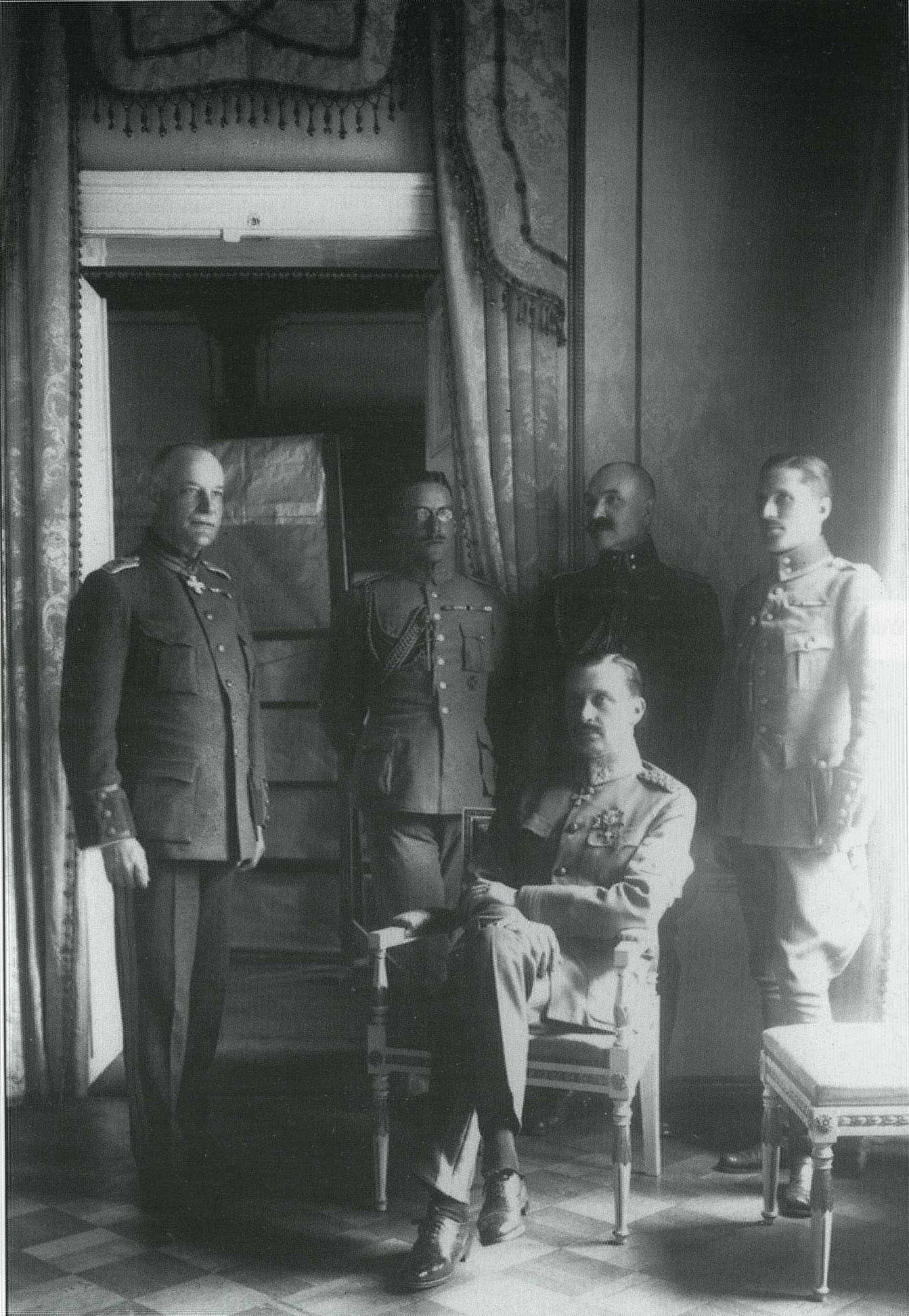
C. G. E. Mannerheim jako regent Finska (sedící) a jeho adjutanti (zleva) plk. Lilius, kpt. Kekoni, por. Gallen-Kallela a ppor. Rosenbröijer

Adjutant (česky pobočník, někdy ekvivalent hodnosti rotmistra) je označení armádní hodnosti či funkce pro důstojníky, kteří asistují velícímu důstojníkovi s administrací vojenské jednotky, nejčastěji v oblasti personálu.
Ve frankofonních zemích se výrazu adjudant užívá pro označení poddůstojnické hodnosti podobné četařům, ta však není shodná s hodností adjutanta.
Podobně generáladjutant je velitel armádní administrativy.

## Etymologie
Výraz adjutant pochází z latinského adiutāns, příčestí slovesa adiūtāre, což je hovorová forma slovesa adiuvāre 'pomáhat'. Označení adiūtor užívali také staří Římané.